# Jean Baptiste Camille de Canclaux
Jean-Baptiste Camille de Canclaux (París, 2 de agosto de 1740-Ibídem, 27 de diciembre de 1817) fue un comandante del ejército francés durante la Revolución francesa. Se unió a un regimiento de caballería del Ejército Real en 1756 y luchó en la batalla de Minden (1759) durante la Guerra de los Siete Años. Alcanzó el grado de mariscal de campo en 1788 y teniente general en 1792. Comandante el ejército de las costas de Brest en abril de 1793 durante la Guerra de la Vendée, destacando en la batalla de Nantes. Fue destituido por sus ideas federalistas en octubre. Perseguido por su origen aristocrático. Dirigió el Ejército del Oeste entre 1794 y 1795. Ocupó puestos interiores durante el resto de las Guerras revolucionarias francesas y bajo el Imperio napoleónico. Tras la Restauración borbónica fue nombrado par de Francia.